# Agoncillo (La Rioja)

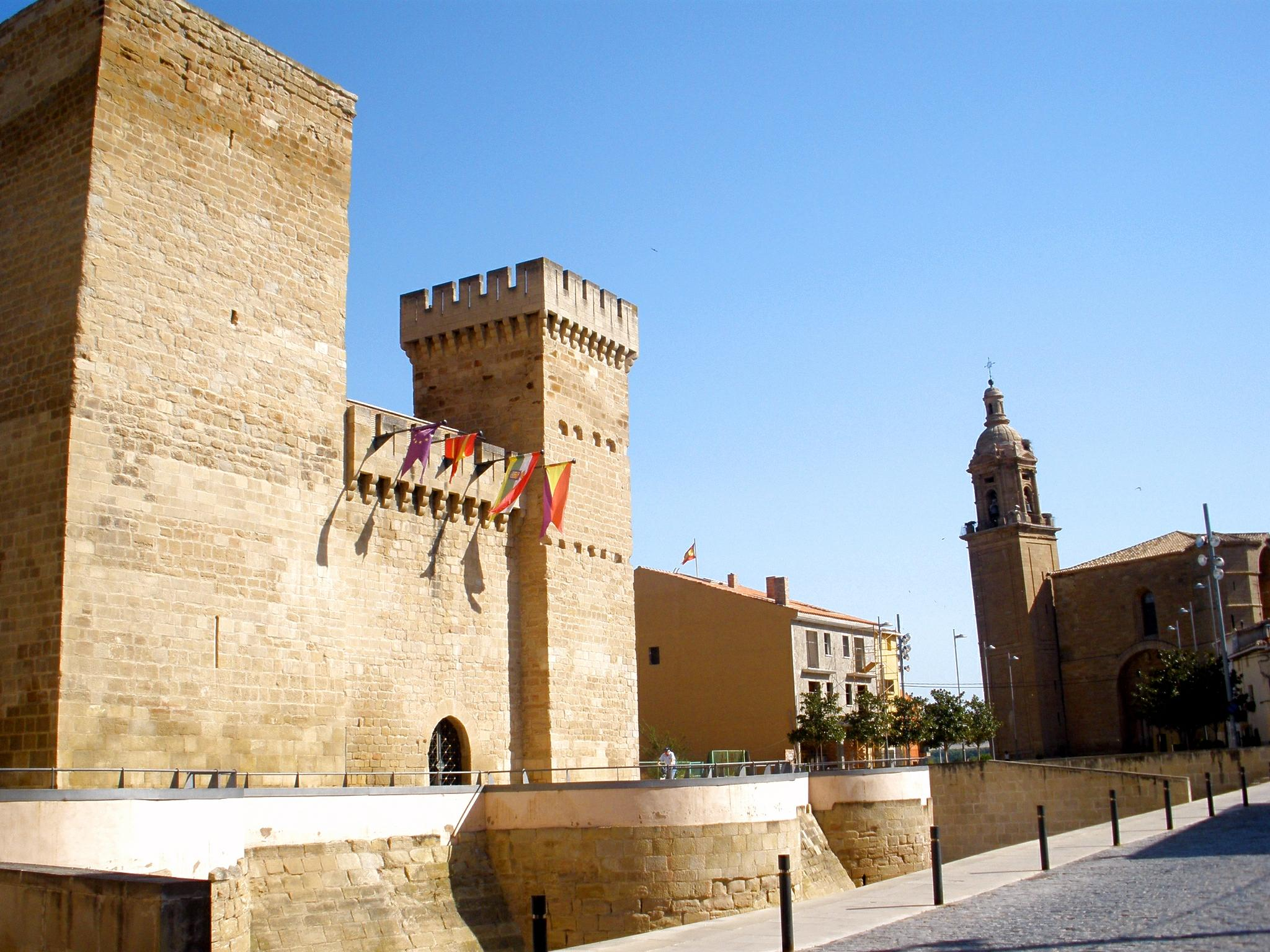
Agoncillo – Castillo de Aguas Mansas

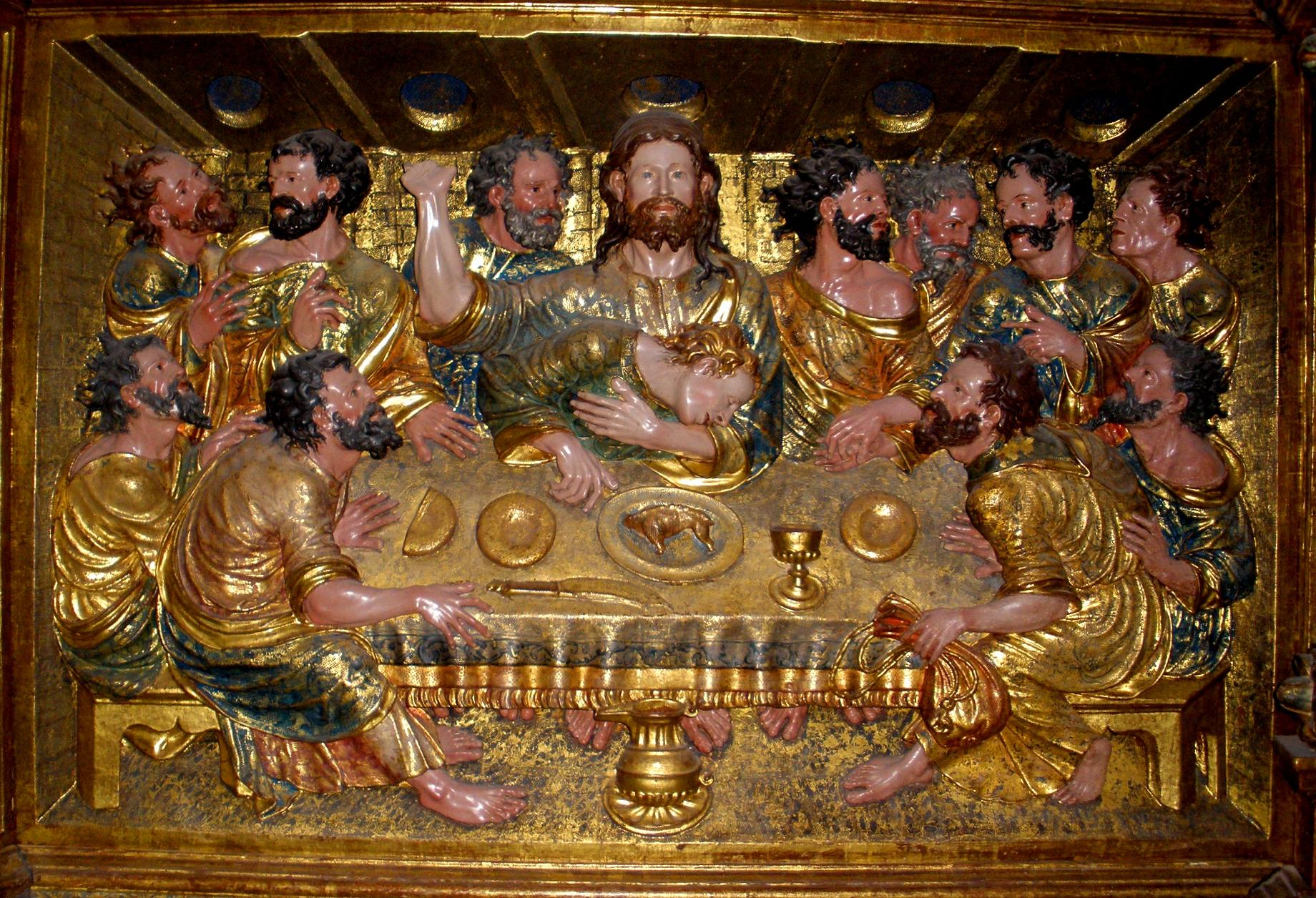
Agoncillo – Abendmahlsszene im Hochaltar

Agoncillo ist ein Ort und eine Gemeinde (municipio) mit 1.314 Einwohnern (Stand: 2024) in der Autonomen Gemeinschaft La Rioja im Norden Spaniens.

## Lage und Klima
Der Ort Agoncillo liegt im Ebro-Tal nahe der Einmündung des Río Leza in den Ebro gut 14 km (Fahrtstrecke) östlich der Provinzhauptstadt Logroño in einer Höhe von ca. 350 m. Das Klima ist gemäßigt bis warm; Regen (ca. 485 mm/Jahr) fällt übers Jahr verteilt.

## Bevölkerungsentwicklung
| Jahr      | 1857 | 1900 | 1950  | 2000 | 2019  |
| Einwohner | 715  | 930  | 1.981 | 875  | 1.102 |

Infolge der Mechanisierung der Landwirtschaft, der Aufgabe bäuerlicher Kleinbetriebe und des daraus resultierenden geringeren Arbeitskräftebedarfs ist die Einwohnerzahl des Orts in den 1980er Jahren deutlich zurückgegangen (Landflucht), doch nach der Ansiedlung eine Niederlassung der Würth-Gruppe und dem Ausbau des Flughafens Logroño wieder gewachsen. Zur Gemeinde gehört auch der Ort Recajo.

## Wirtschaft
Die Gemeinde war jahrhundertelang zum Zweck der Selbstversorgung landwirtschaftlich orientiert, wobei die Viehwirtschaft (Milch, Käse, Fleisch) im Vordergrund stand; aus der Schafwolle wurden Weberzeugnisse hergestellt, die auch getauscht oder auf den Märkten von Logroño verkauft werden konnten. Aber auch Obst, Gemüse und Getreide wurden angebaut. Im 17. und 18. Jahrhundert waren zahlreiche Webereien hier ansässig. Heute spielt der auf dem Gemeindegebiet liegende und im Jahr 2003 eröffnete Flughafen Logroño eine gewisse wirtschaftliche Rolle; das deutsche Technikunternehmen Würth hat hier eine Niederlassung. Die Gemeinde gehört überdies zum Weinbaugebiet der Rioja Baja.

## Geschichte
Obwohl der Ort im Ebro-Tal, also an einem bereits in der Antike vielgenutzten Handelsweg liegt, fehlen – mit Ausnahme zweier römischer Säulenstümpfe und eines Brückenrests – keltiberische, römische, westgotische und selbst islamisch-maurische Siedlungsspuren auf dem Gemeindegebiet. Auch von einer militärischen Rückeroberung (reconquista) des Gebiets durch die Christen ist nichts bekannt, doch wurde der Platz im Rahmen der Repoblación allmählich besiedelt. Im Mittelalter war die Region zeitweise zwischen den Königreichen Kastilien und Navarra umstritten. Der Ort gehörte zur Grundherrschaft der Señores de Cameros, deren Geschlecht aber im Jahr 1332 ausstarb. Im Jahr 1337 erwarb Rodrigo Alfonso de Medrano, ein Offizier der Armbrustschützen (ballesteros) im Heer Alfons XI. von Kastilien den Ort mitsamt seiner Burg. Im 18. Jahrhundert erlebte Agoncillo wegen seiner Textilproduktion einen deutlichen Aufschwung. Nach der Abschaffung der Grundherrschaften im Jahr 1811 gehörte das Gebiet zur Provinz Soria und kam erst im Jahr 1833 zur neugeschaffenen Provinz Logroño, aus der später die Region La Rioja hervorging.

## Sehenswürdigkeiten
- Das am Ortsrand stehende und möglicherweise an der Stelle eines römischen Wachturms stehende Castillo de Aguas Mansas ist ein viertümiger Wehrbau mit Wassergraben (foso) aus dem 13./14. Jahrhundert mit einem vergleichsweise kleinen Innenhof. Die drei kleineren Türme haben steinerne Wehrgänge (matacánes), wohingegen die hölzernen Wehrgänge des größeren und älteren Bergfrieds (torre del homenaje) verschwunden sind. Die Burg wurde in den 1990er Jahren restauriert.[4][5]
- Die einschiffige Iglesia de Nuestra Señora la Blanca wurde im Jahr 1536 fertiggestellt; spätere Kapellenanbauten sowie der Anbau eines Glockenturms (campanario) mit Laterne führten zum heutigen Bild. Größter Schatz der Kirche ist der mit zahlreichen Schnitzfiguren bestückte Hochaltar (retablo).[6]

Umgebung
- Ca. 4 km südöstlich des Ortes befindet sich in unmittelbarer Nachbarschaft zur Produktionsstätte das der modernen Kunst gewidmete Museo Würth.[7]